# Grupo de La Floresta
Grupo de La Floresta es el nombre por el que se conoce a un grupo de 6 historietistas españoles formado por Luis García, Carlos Giménez, Esteban Maroto, Suso Peña, Ramón Torrents y Adolfo Usero, que trabajaron colectivamente a finales de los años 60. El nombre se le ocurrió a Luis Gasca por el barrio de San Cugat del Vallés donde se hallaba el edificio, "una torre con jardín y en medio del bosque prácticamente", donde instalaron su estudio.

## Historia
A mediados de los 60, varios historietistas se habían trasladado a Barcelona en busca de mejores oportunidades profesionales, alojándose en pensiones, como la pensión Aneto. Varios de ellos se percataron de que si se reunían para trabajar en un mismo estudio podían pagar el alquiler de un local más grande, por lo que eligieron un chalet del barrio de la Floresta en San Cugat del Vallés próximo a donde residía Josep Toutain, editor de la agencia Selecciones Ilustradas para la que trabajaban.
En palabras de Manuel García Quintana, su estilo de vida "es anárquico, informal, desenfadado, abierto a las nuevas corrientes, dispuesto a absorber todo cuanto la vida ponía a su alcance," encontrando "tiempo para el trabajo, para la diversión y para charlas apasionadas donde se cuestionan los valores de siempre, hasta entonces aceptados sin ocasión de rechazo." Se intercambian, por ejemplo, libros de León Felipe, Federico García Lorca o Miguel Hernández.
En 1967 realizaron con guion de Manuel Yáñez, varios episodios de la serie Alex, Khan y Khamar. A continuación, con guion de Jesús Flores Thies primero y Víctor Mora después, crean la serie Delta 99. A continuación crean 5 x Infinito con guion de Maroto. El trabajo se repartía así: Torrents y García hacían las figuras femeninas, Usero y Maroto las masculinas y Peña las naves y los fondos. El cuarto episodio es sólo de Usero y Maroto y a partir del siguiente Maroto se encarga en solitario de la obra.
La Floresta estuvo activo hasta principios de los años 70. Posteriormente tres miembros del grupo: Usero, Giménez y García continúan trabajando juntos formando el grupo Premiá 3 en 1973.

## Legado
Gracias a agrupaciones como ésta, algunos profesionales españoles piensan por primera vez en la historieta "como en un medio artístico en el que hay que cuidar la composición y la forma de contar las historias. Sólo años más tarde se plantearían aquellos muchachos la historieta como medio de comunicación, pero ya era bastante para entonces el sentirla como un medio de expresión del artista y volcar en ella el embrión de muchas inquietudes."